# Unseo-dong
Unseo-dong (koreanska: 운서동)  är en stadsdel i staden Incheon i den nordvästra delen av Sydkorea, 45 km väster om huvudstaden Seoul. Den ligger i stadsdistriktet Jung-gu. Unseo-dong ligger på ön Yeongjongdo.
Större delen av stadsdelen utgör Incheons internationella flygplats som byggts på land som skapats mellan öarna Yeongjongdo och Yongyudo.